# Carl Gustaf Beckius
 Carl Gustaf Beckius var skarprättare i Göteborg från 1824 till 1850. Beckius var son till skarprättaren Niklas Pettersson Beckius och hans hustru Johanna.
Den 20 mars 1849 avrättade han drängen Johan Jacob Olsson Qwick för dråp i Kvibille i Hallands län.